# Shady Hollow (Texas)
Shady Hollow es un lugar designado por el censo ubicado en el condado de Travis en el estado estadounidense de Texas. En el Censo de 2010 tenía una población de 5004 habitantes y una densidad poblacional de 421,11 personas por km².

## Geografía
Shady Hollow se encuentra ubicado en las coordenadas 30°10′0″N 97°52′32″O / 30.16667, -97.87556. Según la Oficina del Censo de los Estados Unidos, Shady Hollow tiene una superficie total de 11.88 km², de la cual 11.88 km² corresponden a tierra firme y (0%) 0 km² es agua.

## Demografía
Según el censo de 2010, había 5004 personas residiendo en Shady Hollow. La densidad de población era de 421,11 hab./km². De los 5004 habitantes, Shady Hollow estaba compuesto por el 90.25% blancos, el 2.4% eran afroamericanos, el 0.6% eran amerindios, el 2.64% eran asiáticos, el 0.1% eran isleños del Pacífico, el 1.88% eran de otras razas y el 2.14% pertenecían a dos o más razas. Del total de la población el 15.47% eran hispanos o latinos de cualquier raza.